# Parlamento da Malásia
O Parlamento da Malásia (malaio: Parlimen Malaysia; inglês: Parliament of Malaysia) é o poder legislativo da Malásia, o parlamento é no formato bicameral e é composto pelo Salão Nacional (Dewan Negara) e Salão do Povo (Dewan Rakyat).

## Dewan Negara
O Dewan Negara (Salão Nacional) é a câmara alta do parlamento, é composta de 70 membros, sendo 44 apontados pelo Rei da Malásia e 26 eleitos pelas assembleias legislativas da Malásia.

## Dewan Rakyat
O Dewan Rakyat (Salão do Povo) é a câmara baixa do parlamento, é composta de 222 membros eleitos para mandatos de 4 anos pelo sistema majoritário.